# خوسيه بينيتو دي تشوريجيرا
خوسيه بينيتو دي تشوريجيرا (بالإسبانية: José Benito de Churriguera)‏ مهندس معماري إسباني وواضع خطط رسم ألتربيس من الحقبة الباروكية، وأحد أبرز أعضاء عائلة تشوريجيرا الفنية. وُلد في 21 مارس عام 1665. عرَّف تأثيره في الفن المعماري، جنبًا إلى جنب مع أخويه خواكين وألبرتو ما سُمي باتجاه بالأسلوب التشوريجيري، المُتميز بوفرة وبروز الديكور. وتُوفي في مدريد في 2 مارس 1725.

## حياته
وُلد خوسيه بينيتو في مدريد في شارع أوسو في حي لابابييس في 21 مارس عام 1665. هو ابن النحات الشهير خوسيه سيمون دي تشوريجيرا، المولود في برشلونة، وماريا دي أوكانيا، التي تزوجها في مدريد وأخ كل من خواكين دي تشوريجيرا وألبرتو دي تشوريجيرا، أعضاء سلالة من المهندسين المعماريين في فترة الباروكية.
تدرب في ورشة والده، ومع وفاته عام 1679، ذهب ليكون في تدريب ومعية جده بالتبني خوسيه راتيس. وتعلم معه شقيقه ألبرتو، الذي ساعده لاحقًا في كثير من الأعمال. وفي عام 1690، عينه الملك كارلوس الثاني واحدًا من معماريي القصر، على الرغم من عدم حصوله على راتب حتى عام 1696. وفي عام 1702، عين الملك فيليب الخامس تيودورو دي أرنيمانسي رئيسًا معماريًا، وعقب ذلك بوقت قليل، اتُهم تشوريجيرا بالعصيان وعدم الانصياع للأوامر وفقد الرعاية الملكية السامية.
كانت أوائل أعماله الأولى التي صنعت شهرته هي ألتربيس مصلى الضريح في كاتدرائية سانتا ماريا في شقوبية، التي تأسست عام 1689، والتي أدت إلى منحه منصب مهندس في الكاتدرائية. وفي عام 1692، اصطحب أخيه ألبرتو في رحلته إلى سلامنكا لمساعدته في بناء ألتربيس كنيسة سان إستبان، الذي لاقى إعجابًا ونقدًا في آن واحد. وبعد ذلك بعامين، ساعده أخيه ألبرتو في أعمال كلية سان أجوستين. وفي يناير عام 1698، كان يتم التعاون الوثيق والمشترك بينهما بتوقيع أي منهما، بشكل غامض، على إيصالات أعمالهما.
قضى تشوريجيرا بقية حياته عاملًا ومستقرًا في منطقة مدريد، إلا أن وضعه في سلامنكا سمح له الحصول على العديد من المناصب الأخرى المُتعددة لأخويه ولواحد من أبنائه، على الأقل. عند وفاته عام 1725، أكمل أخيه ألبرتو قصر جويينيشيه، مقر الأكاديمية الملكية للفنون الجميلة في مدريد. كان نعش منصة التابوت الذي خصصه لملكة إسبانيا القرينة ماري لويز من أورليان، الزوجة الأولى لكارلوس الثاني والتي تُوفيت عام 1689، من الأعمال الفنية البارزة التي لفتت إليه الأنظار، حيث شُيد، مؤقتًا، في كنيسة التجسيد في مدريد.
انتقد حسه المسرحي والمُزخرف في أعماله من قبل الأصوليون، إلا أنه تحول إلى نمط شعبي وانتشر في أنحاء إسبانيا والمكسيك وغيرها من عواصم أمريكا اللاتينية.
لديه ولدين معماريين أيضًا وهما نيكولاس وخيرونيمو تشوريجيرا.

## الأسلوب التشوريجيري
كان الأسلوب التشوريجيري، في بداياته، مصطلح ابتدعه الكلاسيكيين الجدد بمنظور مُهين، الذي أزعجهم التفتيت الشكلي ووفرة الزخرفة والبذخ الأكاديمي الذي قاد ديناميكية الباروكية لغايات شكلية في إسبانيا.

## انظر ايضًا
- خواكين دي تشوريجيرا
- بيكتوريو ماتشو
- خوسيه دي إيرموسييا
- ألبرتو دي تشوريجيرا